# Roberto Bolaño Ávalos
  Roberto Bolaño Ávalos    (Santiago de Xile, 28 d'abril de 1953 - Barcelona, 15 de juliol de 2003) va ser un novel·lista i poeta xilè. El 1999 fou guardonat amb el Premi Rómulo Gallegos per la seva novel·la Los detectives salvajes, guanyadora també del Premi Herralde de Novel·la a la seva edició de 1998.

## Biografia
Roberto Bolaño va néixer a Santiago de Xile el 1953, però passà la seva infantesa en ciutats com Los Ángeles, Valparaíso, Quilpué, Viña del Mar i Cauquenes. Als tretze anys va anar a viure a Mèxic amb la seva família. Visqué la seva adolescència concentrat en la lectura, tancat durant hores en una biblioteca pública de Ciutat de Mèxic.
El 1973 tornà a Xile amb el propòsit de donar suport al procés de reformes socialistes de Salvador Allende. Després d'un llarg viatge en vaixell i fent autoestop a través de Sud-amèrica, va arribar a Xile pocs dies abans del cop d'estat protagonitzat per Augusto Pinochet, cosa que va fer que s'unís a la resistència contra la nova dictadura. Pocs dies després va ser detingut prop de Concepción i alliberat vuit dies després gràcies a l'ajuda d'un antic company d'estudis de Cauquenes que formava part dels policies que l'havien de vigilar.
Tornà de nou a Mèxic on, juntament amb el poeta Mario Santiago Papasquiaro (que serviria de model per Ulises Lima a la novel·la Los detectives salvajes) fundà el moviment poètic infrarealista, que, sorgit a partir de reunions i tertúlies al Café La Habana del carrer Bucarelli, s'oposà radicalment als poders dominants a la poesia mexicana i a l'establishment literari mexicà. El moviment infrarealista va tenir com a guies la ruptura amb la tradició oficial i va establir-se com a avantguarda. Si bé es van agrupar sota el nom d'infrarealistes uns quinze poetes, Roberto Bolaño i Mario Santiago Papasquiaro van ser-ne els exponents estilísticament més sòlids, en prosa i poesia respectivament. El moviment infrarealista va buscar, per les seves pròpies característiques fundacionals i pel seu esperit contestatari, enemics i detractors que l'han mantingut marginat i sense cap mena de reconeixement, encara que hagi influenciat decisivament una generació de creadors, que cal dir també que no han explicitat aquesta influència. La popularitat assolida per Bolaño ha fet que aquesta marginalitat es vagi diluint lentament.
El 1977, va emigrar a Catalunya i es va establir a Barcelona, al carrer dels Tallers número 45, on ja hi vivien la seva mare i germana. Va guanyar-se la vida de moltes maneres –vigilant nocturn d'un càmping de Castelldefels, venedor a un magatzem de barri, etc.– abans de poder-se dedicar exclusivament a la literatura.
Va estar vivint a Girona des del 1980 fins l'estiu del 1985, quan es mudà a Blanes. Els carrers de Girona van inspirar-lo en fer el poema "Prosa de otoño en Gerona", escrit l'any 1981, quan només tenia 28 anys. En aquesta poesia, Bolaño plasmava els seus sentiments pels carrers de Girona.
L'any 1998 va guanyar el Premio Herralde de novel·la per l'obra Los detectives salvajes, gràcies a la qual també obtingué el Premio Rómulo Gallegos el 1999. Roberto Bolaño va morir el 14 de juliol del 2003 a l'hospital de la Vall d'Hebron de Barcelona, després de passar-se deu dies en coma com a conseqüència d'una insuficiència hepàtica. Deixà inconclusa la novel·la 2666, on portà fins a l'extrem la seva capacitat fabuladora, aquesta vegada al voltant d'un personatge que reprèn la figura de l'escriptor desaparegut, en aquest cas, Benno von Archimboldi.
El 2004, un any després de la seva mort, obtingué el premi Salambó a la millor novel·la escrita en castellà, per 2666. El jurat del premi en va destacar el nivell i la diversitat dels cinc finalistes, tots ells "llibres nobles, respectables i molt notables" i es va referir a la novel·la guanyadora com "el resum d'una obra de molt de pes, on hi ha el millor de la narrativa de Roberto Bolaño". Una novel·la que "conté molta literatura, que suposa un gran risc i que porta a l'extrem el llenguatge literari de l'autor".
Bolaño es representa en algunes de les seves obres (com ara Los detectives salvajes, Amuleto, La literatura nazi en América, Estrella distante o 2666) com el seu alter ego, Arturo Belano. També apareix retratat a les novel·les Soldados de Salamina de Javier Cercas i a Mantra, de Rodrigo Fresán.

## L'infrarealisme
Mesos després de tornar a Mèxic, Bolaño va fundar, juntament amb el poeta Mario Santiago Papasquiaro (qui serviria de model pel personatge Ulises Lima a la novel·la Los detectives salvajes), el moviment poètic infrarealista, el qual, sorgit a partir de reunions i tertúlies al Café La Habana del carrer Bucareli, s'oposava als poders dominants a la poesia mexicana i a l'establishment literari, que tenia a Octavio Paz com a figura preponderant.
El moviment infrarealista tingué com a objectius el trencament amb allò oficial i el seu establiment com a corrent avantguardista. Tot i que s'agruparen sota l'apel·latiu d'infrarealistes al voltant de quinze poetes, Roberto Bolaño i Mario Santiago Papasquiaro van ser els exponents estilísticament més sòlids, destacant tots dos per una poesia quotidiana, dissonant, i amb diversos elements dadaistes, gènere que Santiago cultivà fins al final de la seva vida, però que Bolaño va anar abandonant a poc a poc per la prosa, tot i que ell mateix mai deixà de reconèixer-se com a poeta.
Respecte a la seva relació amb aquest moviment, l'escriptor Juan Villoro comentà: "Es podria dir que l'infrarealisme el determinà com a escriptor de la mateixa manera que l'allunyament d'aquest corrent li permeté iniciar la seva carrera com a novel·lista. Mèxic per a ell fou central, perquè el determinà com a escriptor […] el Mèxic nocturn, el Mèxic dels carrers, de la parla quotidiana, d'un destí trencat i de vegades tràgic i l'humor el van captivar. No és casualitat que les seves dues novel·les més grans les hagi centrat a Mèxic, Los detectives salvajes i 2666."

## Publicacions
- Consejos de un discípulo de Morrison a un fanático de Joyce (1984), novel·la escrita conjuntament amb Antoni García Porta.
- La pista de hielo (1993), novel·la.
- La literatura nazi en América (1996), novel·la.
- Estrella distante (1996), novel·la curta.
- Llamadas telefónicas (1997), relats breus.
- Los detectives salvajes (1998), novel·la guanyadora del premi Rómulo Gallegos i el premi Herralde.
- Amuleto (1999), novel·la curta.
- Monsieur Pain (1999), novel·la.
- Nocturno de Chile (2000), novel·la curta.
- Tres (2000), poesia.
- Los perros románticos. Poemas 1980-1998 (2000), poesia.
- Putas asesinas (2001), relats.
- Amberes (2002), relats.
- Una novelita lumpen (2002).
- El gaucho insufrible (2003), relats.
- Entre paréntesis (2004), assaigs, articles, discursos i entrevistes.
- 2666 (2004), novel·la.
- El secreto del mal (2007), relats, edició pòstuma.
- La universidad desconocida (2007), poesia, edició pòstuma. Inclou poemes inèdits, poemes dispersos, i alguns poemes d'altres reculls.
- El Tercer Reich (2010), novel·la, edició pòstuma.
- Los sinsabores del verdadero policía (2011), novel·la, edició pòstuma.
- El espíritu de la ciencia-ficción (2016), novel·la, edició pòstuma.
- Sepulcros de vaqueros (2017), novel·la, edició pòstuma.

## Ruta Bolaño
El juliol de 2013 es va presentar a la Biblioteca de Blanes la Ruta Bolaño, que inclou 17 punts vitals i literaris de l'autor per la ciutat de Blanes. La guia es va presentar en català, castellà, anglès i francès. A l'acte de presentació van ser presents l'alcalde de Blanes, Josep Marigó, i el conseller de Cultura de la Generalitat, Ferran Mascarell.